# John Johnson (fútbol americano)
John Johnson III (Hyattsville, Maryland, 19 de diciembre de 1995), más conocido como John Johnson, es un jugador profesional estadounidense de fútbol americano que se desempeña en la posición de safety en Los Angeles Rams, equipo de la National Football League (NFL).

## Carrera
Fue seleccionado en la tercera ronda en la Reunión Anual de Selección de Jugadores de la NFL de 2017. Hizo su debut profesional con el equipo Los Angeles Rams, en el cual jugó cuatro temporadas (2017-2021), después pasó a Cleveland Browns (2021-2023), luego regresó a Los Angeles Rams, donde lleva jugando una temporada.